# Alfons Maria Fusco
 Alfons Maria Fusco, wł.  Alfonso Maria Fusco (ur. 23 marca 1839 w Angri, zm. 6 lutego 1910 tamże) – włoski kapłan, członek Kongregacji św. Wincentego, założyciel Zgromadzenia Sióstr św. Jana Chrzciciela (baptystynki, CSSGB), święty Kościoła rzymskokatolickiego.
Na chrzcie otrzymał imię Alfons na pamiątkę św. Alfonsa Liguori. W 1850 roku wstąpił do seminarium w diecezji Nocera Inferiore.
Sakrament święceń otrzymał 29 maja 1863 roku. W pierwszych latach swojej działalności swoją posługę sprawował w konfesjonale, poświęcając szczególną uwagę wieśniakom, dzieciom, młodzieży i ubogim.
Jako członek Kongregacji św. Wincentego brał udział w licznych misjach ludowych na terenie całej diecezji. Gdy w 1869 wybuchła epidemia cholery, Alfons służył zarażonym i sam zachorował. Po uleczeniu z choroby 26 września 1878 założył Zgromadzenie Sióstr św. Jana Chrzciciela (wł. Congregazione delle Suore di San Giovanni Battista, CSSGB). Bliską jego współpracownicą była Magdalena Caputo (zm. 1903), która została pierwszą przełożoną Instytutu.
Zgromadzenie zakonne otrzymało aprobatę Stolicy Apostolskiej już po śmierci Alfonsa w 1927 roku. Zadaniem Zgromadzenia było wychowywanie i kształcenie młodzieży żeńskiej i męskiej, przygotowywanie do pracy zawodowej rzemieślników oraz opieka nad ubogimi chorymi. Zgromadzenie działa dzisiaj na czterech kontynentach w ok. 120 domach.
Wspomnienie liturgiczne św. Alfonsa obchodzone jest w dzienną pamiątkę śmierci (zaś w Zgromadzeniu Sióstr św. Jana Chrzciciela 7 lutego).
Został beatyfikowany przez Jana Pawła II w dniu 7 października 2001. 
Papież Franciszek w dniu 27 kwietnia 2016 uznał cud za wstawiennictwem bł. Alfonsa Marii Fusco. 
16 października 2016, podczas uroczystej mszy świętej na placu Świętego Piotra w Watykanie, bł. Alfons Maria Fusco z sześcioma innymi błogosławionymi, (Józefem Gabrielem Brochero, Józefem Sánchez del Río, Elżbietą od Trójcy Przenajświętszej, Emanuelem Gonzálezem García, Ludwikiem Pavoni i Salomonem Leclerc), został przez papieża Franciszka ogłoszony świętym i włączony w poczet świętych Kościoła katolickiego. 